# Valerija Musina
Valerija Aleksandrovna Musina (in russo Валерия Александровна Мусина?; Mosca, 18 agosto 1987) è un'ex cestista russa.

## Carriera
Con la Russia ha disputato i Campionati europei del 2013.